# 로보 어드바이저
로보어드바이저(robo-advisor, robo-adviser)는 인간의 간섭을 가능한 최소한으로 하여 금융 서비스나 투자 관리를 온라인으로 제공하는 투자 자문역(financial adviser)의 일종이다. 수리적 규칙이나 알고리즘에 기반한 디지털 금융 서비스를 제공한다. 이 알고리즘들은 소프트웨어에 의해 실행되므로 투자 자문은 인간으로서의 투자 자문역을 요구하지 않는다. 이 소프트웨어는 자체 알고리즘을 사용하여 고객의 자산을 자동으로 할당, 관리, 최적화한다.
100개가 넘는 로보어드바이저 서비스가 있다. 투자 관리 로보어드바이스는 이전의 특별 부관리서비스(exclusive wealth management service)의 돌파구로 간주되며 전통적인 인간의 조언 대비 더 낮은 가격으로 더 넓은 고객층에 서비스를 전달한다. 로보어드바이저는 일반적으로 리스크 선호 및 원하는 수익을 기반으로 고객 자산을 할당한다. 로보어드바이저가 주식, 채권, 선물, 상품, 부동산 등 수많은 투자 상품에 고객 자산을 할당하는 능력이 있으나 펀드는 대개 ETF 포트폴리오를 지향한다. 고객은 수동 자산 할당 기법 또는 능동 자산 관리 스타일 중 하나를 선택할 수 있다.

## 역사
최초의 로보 어드바이저는 금융 위기였던 2008년 시작되었다. 30세 기업가 존 스타인(Jon Stein)은 2010년 베터먼트를 런칭하였고 로보어드바이저의 인기는 증가하였다. 최초의 로보어드바이저들은 금융 관리자들의 고객 자산을 관리하고 균형을 맞추기 위한 온라인 인터페이스로 사용되었다. 로보어드바이저 기술은 이 분야에서 새로운 것은 아니었으며 이러한 유형의 소프트웨어는 투자 자문가들과 관리자들에 의해 2000년대 초부터 사용되었다. 그러나 자산을 개인적으로 관리하고 싶어하는 일반 대중에게 2008년 대중적으로 공개된 것은 이번이 처음이었다. 2015년 말 기준으로 전 세계 약 100개의 기업들의 로보어드바이저들은 600억 달러의 고객 자산을 관리하고 있으며 2020년 말 2조달러에 이를 것으로 추산되었다.